# 미쓰라의 야간개장
미쓰라의 야간개장은 2016년 9월 26일부터 2018년 10월 8일까지 2년간 MBC FM4U에서 매일 새벽 2시~3시, 1시간 동안 방송되었던 라디오 프로그램이다. '쓰밤', '간장게장'이라는 별칭을 가지고 있다.
DJ인 에픽하이(EPIK HIGH)의 미쓰라가 '쓸디'라고 불리며, 청취자는 '밤 도깨비'라 불린다.
청취자가 지정한 날짜에 신청곡과 사연을 소개해주는, 아는 사람만 아는 '예약 선곡'이 야간 개장의 특징.

### 매일 코너
- 다시, 새벽
- 사연과 신청곡
- 미쓰LIKE

### 요일 코너
- 월 - 원마이크 ONE MIC
- 화 - 새벽, 두시의 데이트
- 수 - Follow & Flow
- 목 - 평화의 밤
- 금 - 세트 플레이
- 토 - 올댓힙합
- 일 - 사연과 신청곡